# Hosoda Yutaka
Yutaka Hosoda (sinh ngày 18 tháng 4 năm 1979) là một cầu thủ bóng đá người Nhật Bản.

## Sự nghiệp câu lạc bộ
Yutaka Hosoda đã từng chơi cho JEF United Ichihara.